# Букс, Йоханнес
Йоханнес Букс (нидерл. Johannes Buckx ; 6 августа 1881, Борн, Лимбург — 22 сентября 1946, Хельсинки) — католический епископ апостольского викариата Финляндии (сегодня —  епархия Хельсинки).

## Биография
После окончания средней школы изучал теологию в монастыре конгрегации Святейшего Сердца Иисуса. 9 июня 1906 года был рукоположён в священника.
20 марта 1921 года был назначен ординарием апостольского викариата Финляндии. В начале 1923 года был назначен Римским папой Пием XI титулярным епископом Долихи и апостольским викарием Финляндии. 15 августа 1923 года был рукоположён в епископа апостольского викариата Финляндии, функции которого исполнял до 26 июля 1933 года.
Йоханнес Букс умер 22 сентября 1946 года в Хельсинки.